# Ānanda (monaco)
Ānanda— sanscrito आनन्द "beatitudine"; cinese Anando (阿難陀T, 阿难陀S, ĀnánduòP) spesso abbreviato Anan (阿難T, 阿难S); tibetano kun-dgà-bo (ཀུན་དགའ་བོ་) (India, ... – India, ...; fl. V secolo a.C.) è stato un monaco buddhista indiano.
Fu cugino e uno dei principali discepoli del Buddha storico Siddhartha Gautama, ed è oggi venerato come Custode del Dharma. Nel Buddhismo Tiāntái (che segue lignaggio riportato nel Fu fazang yinyuan zhuan, 付法藏因緣傳), come nel Buddhismo Chán (che segue il lignaggio riportato nel Baolin zhuan, 寳林傳), Ānanda è considerato il secondo patriarca indiano, dopo Mahākāśyapa, e i due sono spesso ritratti accanto al Buddha Shakyamuni.

## Infanzia
Secondo la tradizione delle scuole del Buddhismo dei Nikāya, Ānanda nacque nel clan degli Śakya, e poiché la sua famiglia ripeteva che fosse "nato per portare felicità" (ānanda), gli fu dato questo nome. Nelle sue prime biografie è ricordato come uno dei "grandi discepoli" (mahasravaka) del Buddha Shakyamuni. 
Secondo la tradizione Mahāyāna e quelle da questa derivate, prima della sua nascita storica Ānanda risiedeva nel paradiso Tuṣita insieme alla precedente incarnazione di Siddhartha Gautama, e i due sarebbero nati tra gli Śākya nello stesso giorno. Era figlio di Mrgī e Amitodana, che era fratello di Śuddhodana e quindi zio del Gautama; i suoi fratelli si chiamavano Mahānāma e Anuruddha. Secondo un'altra tradizione invece il padre era Suklodana e i fratelli Devadatta e Upadhāna.
Divenne monaco nel secondo anno di predicazione del Buddha, insieme a molti altri giovani del clan Śākya, e ricevette l'ordinazione dal Gautama stesso; gli fu assegnato come upajjhāya (guida alla via monastica) Belatthasīsa, e nel tempo ascese al grado di sotāpanna.

## Attendente del Buddha

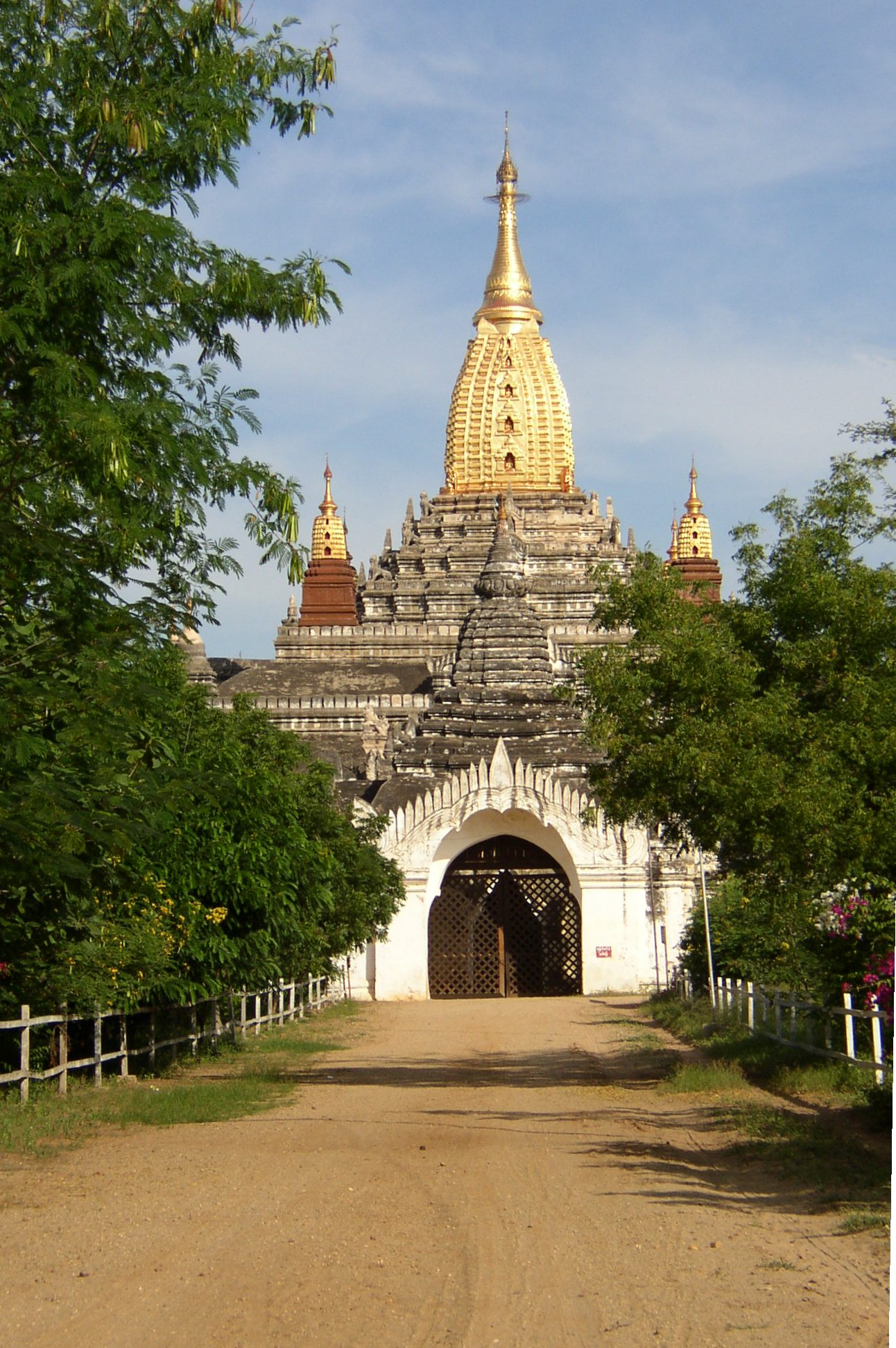
Tempio di Ananda a Bagan in Birmania.

Dopo aver avuto per 20 anni come assistenti vari monaci a turno, Gautama dichiarò davanti all'assemblea di aver deciso di avere un attendente permanente (upatthaka). Molti si offrirono candidati, tra cui Shariputra e Mogallana, mentre Ānanda rimase in silenzio, seduto in disparte. Allora si rivolse ad Ānanda chiedendogli perché non si fosse candidato. Ānanda rispose che era interessato, ma solo a otto condizioni che potevano essere riassunti in tre grandi punti: suo cugino non doveva mai fargli doni o concedergli particolari benefici che potessero far credere che avesse ottenuto il posto per quella ragione; doveva concedergli invece piena discrezione nell'accettare inviti al suo posto e nel presentargli visitatori venuti da lontano; e doveva rispondere a tutte le sue domande e ripetergli tutti gli insegnamenti che aveva prodigato in sua assenza. Gautama accettò.
Ānanda prese il suo incarico molto a cuore e fu molto attento ai cambiamenti di tono o d'aspetto del suo maestro, addirittura ammalandosi insieme a lui per empatia. In un'occasione si pose davanti a lui per salvarlo da un elefante infuriato lanciato contro di lui da suo cugino Devadatta, rischiando la vita.
I monaci e i laici si confidavano con lui e venivano spesso a chiedergli consigli, o chiarimenti sui discorsi del Buddha; Ānanda era in grado anche di ripetere o proseguire il sermone, e talvolta ne teneva di propri, approvato e incoraggiato in questo dal Gautama. Buddhaghosa compilò una lista dei discorsi a lui attribuiti: Sekha, Bāhitiya, Anañjasappāya, Gopaka-Moggallāna, Bahudhātuka, Cūlasuññata, Mahāsuññata, Acchariyabbhuta, Bhaddekaratta, Mahānidā-na, Mahāparinibbāna, Subha e Cūlaniyalokadhātu, oltre a molti dialoghi con altri monaci.
In molti dei dialoghi tramandati nei sutra, Ānanda ha il ruolo dell'interlocutore del Gautama. Nell'Anguttara, che elenca i nomi di tutti i discepoli del Buddha e le loro qualità, Ānanda è nominato più di ogni altro, cinque volte; di lui si dice che eccellesse nella condotta, nell'essere di servizio agli altri e nell'esercizio della memoria.

## Dopo la morte del Buddha
Dopo la morte del suo maestro nel primo Concilio Buddhista gli anziani del sangha gli diedero l'incarico di raccogliere e recitare tutti i discorsi del Buddha in quello che divenne noto come il Sutta Piṭaka, una delle tre sezioni del Canone pāli; oltre che per la grande fiducia ricevuta dal Gautama in vita, ciò si deve anche al fatto che essendo stato per tanto tempo al seguito del Buddha aveva memorizzato tutti i suoi discorsi.
La partecipazione di Ānanda al Concilio, tuttavia, non fu affatto scontata; nonostante la sua grande prossimità al Buddha, infatti, Ānanda non era un arhat, ma un semplice discepolo. Nel Canone Pali, infatti, Ānanda è presentato come un Buddhista imperfetto ed in balia delle emozioni; pianse infatti sia la morte di Śāriputra che del Gautama, e in un passaggio del Theragatha si descrive la sua solitudine dopo il trapasso del suo maestro (festeggiato come il suo parinirvāṇa dai buddhisti). L'essere schiavo delle emozioni è un grave impedimento al raggiungimento dell'illuminazione, e la partecipazione di Ānanda al Concilio fu oggetto di discussione nella comunità; secondo la leggenda, Ānanda concentrò i suoi sforzi e fu in grado di raggiungere il Nirvāṇa prima del Concilio.